# Čepca
Čepca  (rus. Чепца) je rijeka u sjevernom dijelu ruske republike Udmurtije i istočnom dijelu Kirovske oblasti. Duga je 501 km, s površinom porječja od 20400 km2.
Teče kroz grad Glazov, a ulijeva se u rijeku Vjatku kod Kirovo-Čepecka, istočno od Kirova.

## Vanjske poveznice
|  | Zajednički poslužitelj ima još gradiva o temi Čepca |